# EBS 금요극장
금요극장은 2011년 3월 5일부터 2013년 8월 16일까지 방영되었고 이후 2017년 3월 4일부터 다시 재개하여 2019년 8월 16일까지 방영되었고 이후 2020년 8월 29일부터 다시 재개하여 EBS 1TV로 방송된 한국교육방송공사의 시네마 전문 텔레비전 프로그램이다.

## 기획 의도
전 세계 영화의 트렌드를 한눈에 보는 시네마 전문 텔레비전 프로그램이다.

## 방송 시간
| 방송 채널 | 방송 기간                          | 방송 시간                                                                 |
| --------- | ---------------------------------- | ------------------------------------------------------------------------- |
| EBS 1TV   | 2011년 3월 5일 ~ 2011년 6월 25일   | 매주 토요일 새벽 12:05 ~ 무작위                                           |
| EBS 1TV   | 2011년 7월 9일 ~ 2012년 8월 25일   | 매주 토요일 새벽 12:05 ~ 무작위                                           |
| EBS 1TV   | 2019년 4월 6일 ~ 2019년 8월 17일   | 매주 토요일 새벽 12:05 ~ 무작위                                           |
| EBS 1TV   | 2011년 7월 2일                     | 토요일 새벽 12:20 ~ 무작위                                                |
| EBS 1TV   | 2012년 9월 1일 ~ 2013년 2월 23일   | 매주 토요일 새벽 12:00 ~ 무작위                                           |
| EBS 1TV   | 2013년 3월 1일 ~ 2013년 8월 23일   | 매주 금요일 밤 11:15 ~ 무작위                                             |
| EBS 1TV   | 2017년 3월 4일 ~ 2017년 5월 13일   | 매주 토요일 새벽 12:25 ~ 무작위                                           |
| EBS 1TV   | 2017년 6월 10일 ~ 2017년 10월 14일 | 매주 토요일 새벽 12:25 ~ 무작위                                           |
| EBS 1TV   | 2017년 11월 11일 ~ 2018년 1월 27일 | 매주 토요일 새벽 12:25 ~ 무작위                                           |
| EBS 1TV   | 2018년 2월 10일 ~ 2018년 2월 24일  | 매주 토요일 새벽 12:25 ~ 무작위                                           |
| EBS 1TV   | 2017년 5월 20일 ~ 2017년 6월 3일   | 매주 토요일 새벽 12:30 ~ 무작위                                           |
| EBS 1TV   | 2017년 10월 21일 ~ 2017년 11월 4일 | 매주 토요일 새벽 12:30 ~ 무작위                                           |
| EBS 1TV   | 2018년 2월 3일                     | 토요일 새벽 1:15 ~ 무작위                                                 |
| EBS 1TV   | 2018년 3월 3일 ~ 2018년 8월 18일   | 매주 토요일 새벽 1:15 ~ 무작위                                            |
| EBS 1TV   | 2018년 9월 1일 ~ 2019년 3월 30일   | 매주 토요일 새벽 12:35 ~ 무작위(매월 마지막 토요일은 새벽 12:55 ~ 무작위) |
| EBS 1TV   | 2020년 8월 29일 ~ 2021년 3월 27일  | 매월 마지막 주 토요일 밤 12:55분 ~ 무작위                                 |
| EBS 1TV   | 2021년 4월 3일 ~ 2021년 8월 21일   | 매주 토요일 새벽 12:55분 ~ 무작위                                         |
| EBS 1TV   | 2021년 9월 4일 ~ 2023년 4월 1일    | 매주 토요일 새벽 12:45 ~ 무작위                                           |
| EBS 1TV   | 2023년 4월 8일 ~ 현재              | 매주 토요일 새벽 12:50 ~ 무작위                                           |

## 방송 회차

### 2011년
| 회차 | 방송일    | 제목 (원제)             | 제목 (원제)                    | 비고 |
| ---- | --------- | ----------------------- | ------------------------------ | ---- |
| 1회  | 3월 4일   | 아빠의 화장실           | 금요일 밤 12:05 ~ 1:45 (100분) |      |
| 2회  | 3월 11일  | 행복한 장의사           | 금요일 밤 12:05 ~ 1:45 (100분) |      |
| 3회  | 3월 18일  | 스틸 라이프             | 금요일 밤 12:05 ~ 1:55 (115분) |      |
| 4회  | 3월 25일  | 엄마를 찾아서           | 금요일 밤 12:05 ~ 2:05 (120분) |      |
| 5회  | 4월 1일   | 누들                    | 금요일 밤 12:05 ~ 1:45 (100분) |      |
| 6회  | 4월 8일   | 노라 없는 5일           | 금요일 밤 12:05 ~ 1:35 (90분)  |      |
| 7회  | 4월 15일  | 너를 보내는 숲          | 금요일 밤 12:05 ~ 1:45 (100분) |      |
| 8회  | 4월 22일  | 쓰리 타임즈             | 금요일 밤 12:05 ~ 1:20 (135분) |      |
| 9회  | 4월 29일  | 전주곡                  | 금요일 밤 12:05 ~ 1:50 (105분) |      |
| 10회 | 5월 6일   | 러블리 로즈             | 금요일 밤 12:05 ~ 1:45 (100분) |      |
| 11회 | 5월 13일  | 오프사이드              | 금요일 밤 12:05 ~ 1:35 (90분)  |      |
| 12회 | 5월 20일  | 델리 6                  | 금요일 밤 12:05 ~ 2:25 (140분) |      |
| 13회 | 5월 27일  | 아름다운 시절           | 금요일 밤 12:05 ~ 1:55 (110분) |      |
| 14회 | 6월 3일   | 이노센트 보이스         | 금요일 밤 12:05 ~ 1:55 (110분) |      |
| 15회 | 6월 10일  | 알렉산 드라             | 금요일 밤 12:05 ~ 1:40 (95분)  |      |
| 16회 | 6월 17일  | 조다 악바르             | 금요일 밤 12:05 ~ 1:50 (105분) |      |
| 17회 | 6월 24일  | 조다 악바르             | 금요일 밤 12:05 ~ 1:55 (110분) |      |
| 18회 | 7월 1일   | 킥 오프                 | 금요일 밤 12:20 ~ 2:40 (80분)  |      |
| 19회 | 7월 8일   | 먀오먀오                | 금요일 밤 12:05 ~ 1:30 (85분)  |      |
| 20회 | 7월 15일  | 걸어도 걸어도           | 금요일 밤 12:05 ~ 1:55 (110분) |      |
| 21회 | 7월 22일  | 언더 더 쎄임 문         | 금요일 밤 12:05 ~ 1:50 (105분) |      |
| 22회 | 7월 29일  | 미, 마이셀프            | 금요일 밤 12:05 ~ 1:55 (115분) |      |
| 23회 | 8월 5일   | 아파오의 자전거 여행    | 금요일 밤 12:05 ~ 1:35 (90분)  |      |
| 24회 | 8월 12일  | 나는 칼람               | 금요일 밤 12:05 ~ 1:40 (95분)  |      |
| 25회 | 8월 26일  | 몬락 트랜지스터         | 금요일 밤 12:05 ~ 2:00 (115분) |      |
| 26회 | 9월 2일   | 바빌론의 아들           | 금요일 밤 12:05 ~ 1:35 (90분)  |      |
| 27회 | 9월 9일   | 눈물의 왕자             | 금요일 밤 12:05 ~ 2:10 (125분) |      |
| 28회 | 9월 16일  | 일어나 시드             | 금요일 밤 12:05 ~ 2:25 (140분) |      |
| 29회 | 9월 23일  | 내 여자친구             | 금요일 밤 12:05 ~ 1:55 (110분) |      |
| 30회 | 9월 30일  | 그래도 내가 하지 않았어 | 금요일 밤 12:05 ~ 2:30 (145분) |      |
| 31회 | 10월 7일  | 툴판                    | 금요일 밤 12:05 ~ 1:45 (100분) |      |
| 32회 | 10월 14일 | 디야르바키르의 아이들   | 금요일 밤 12:05 ~ 1:55 (110분) |      |
| 33회 | 10월 21일 | 시티즌 독               | 금요일 밤 12:05 ~ 1:45 (100분) |      |
| 34회 | 10월 28일 | 지하철 인생             | 금요일 밤 12:05 ~ 2:20 (135분) |      |
| 35회 | 11월 4일  | 하이자오 7번지          | 금요일 밤 12:05 ~ 2:15 (130분) |      |
| 36회 | 11월 11일 | 페르세폴리스            | 금요일 밤 12:05 ~ 1:40 (95분)  |      |
| 37회 | 11월 18일 | 할머니                  | 금요일 밤 12:05 ~ 1:55 (110분) |      |
| 38회 | 11월 25일 | 테자                    | 금요일 밤 12:05 ~ 2:25 (140분) |      |
| 39회 | 12월 2일  | 당신은 몰라요           | 금요일 밤 12:05 ~ 1:25 (80분)  |      |
| 40회 | 12월 9일  | 당신은 몰라요           | 금요일 밤 12:05 ~ 1:25 (80분)  |      |
| 41회 | 12월 16일 | 마마 고고               | 금요일 밤 12:05 ~ 1:35 (90분)  |      |
| 42회 | 12월 23일 | 양과지점 코안도르       | 금요일 밤 12:05 ~ 1:55 (110분) |      |
| 43회 | 12월 30일 | 연애절정기              | 금요일 밤 12:05 ~ 2:00 (115분) |      |

### 2012년
| 회차 | 방송일    | 제목 (원제)                  | 제목 (원제)                    | 비고 |
| ---- | --------- | ---------------------------- | ------------------------------ | ---- |
| 44회 | 1월 6일   | 씨집트                       | 금요일 밤 12:05 ~ 2:05 (120분) |      |
| 45회 | 1월 13일  | 이집트의 여인들              | 금요일 밤 12:05 ~ 2:15 (130분) |      |
| 46회 | 1월 20일  | 나의 형제 자매               | 금요일 밤 12:05 ~ 1:40 (95분)  |      |
| 47회 | 1월 27일  | 홀로 잠들지 않아             | 금요일 밤 12:05 ~ 2:00 (115분) |      |
| 48회 | 2월 3일   | 레몬 트리                    | 금요일 밤 12:05 ~ 1:50 (105분) |      |
| 49회 | 2월 10일  | 아쉬람                       | 금요일 밤 12:05 ~ 1:55 (110분) |      |
| 50회 | 2월 17일  | 굿바이                       | 금요일 밤 12:05 ~ 2:15 (130분) |      |
| 51회 | 2월 24일  | 학교 가는 길                 | 금요일 밤 12:05 ~ 2:25 (80분)  |      |
| 52회 | 3월 2일   | 나에게 자유를                | 금요일 밤 12:05 ~ 1:55 (110분) |      |
| 53회 | 3월 9일   | 리브 앤 비컴                 | 금요일 밤 12:05 ~ 2:25 (140분) |      |
| 54회 | 3월 16일  | 우연한 행운                  | 금요일 밤 12:05 ~ 2:40 (155분) |      |
| 55회 | 3월 23일  | 헤어드레서                   | 금요일 밤 12:05 ~ 1:50 (105분) |      |
| 56회 | 3월 30일  | 행복한 장의사                | 금요일 밤 12:05 ~ 1:40 (95분)  |      |
| 57회 | 4월 6일   | 클레이 버드                  | 금요일 밤 12:05 ~ 1:35 (90분)  |      |
| 58회 | 4월 13일  | 오프사이드                   | 금요일 밤 12:05 ~ 1:35 (90분)  |      |
| 59회 | 4월 20일  | 트릭스                       | 금요일 밤 12:05 ~ 1:35 (90분)  |      |
| 60회 | 4월 27일  | 당신에게 생긴 일             | 금요일 밤 12:05 ~ 1:35 (90분)  |      |
| 61회 | 5월 4일   | 꼬마 코미디언                | 금요일 밤 12:05 ~ 2:15 (135분) |      |
| 62회 | 5월 11일  | 지금, 만나러 갑니다          | 금요일 밤 12:05 ~ 2:05 (120분) |      |
| 63회 | 5월 18일  | 누들                         | 금요일 밤 12:05 ~ 1:45 (100분) |      |
| 64회 | 5월 25일  | 아빠                         | 금요일 밤 12:05 ~ 2:20 (135분) |      |
| 65회 | 6월 1일   | 훌라걸스                     | 금요일 밤 12:05 ~ 2:05 (120분) |      |
| 66회 | 6월 8일   | 비                           | 금요일 밤 12:05 ~ 1:55 (110분) |      |
| 67회 | 6월 15일  | 여름연가                     | 금요일 밤 12:05 ~ 1:40 (95분)  |      |
| 68회 | 6월 22일  | 이노센트 보이스              | 금요일 밤 12:05 ~ 1:55 (110분) |      |
| 69회 | 7월 6일   | 사운드 오브 노이즈           | 금요일 밤 12:05 ~ 1:50 (105분) |      |
| 70회 | 7월 13일  | 전주곡                       | 금요일 밤 12:05 ~ 1:50 (105분) |      |
| 71회 | 7월 20일  | 락 온                        | 금요일 밤 12:05 ~ 2:30 (145분) |      |
| 72회 | 7월 27일  | 하이자오 7번지               | 금요일 밤 12:05 ~ 2:15 (130분) |      |
| 73회 | 8월 3일   | 더 높이 더 멀리              | 금요일 밤 12:05 ~ 1:35 (90분)  |      |
| 74회 | 8월 10일  | 대지진                       | 금요일 밤 12:05 ~ 2:25 (140분) |      |
| 75회 | 8월 17일  | 테힐림                       | 금요일 밤 12:05 ~ 1:40 (95분)  |      |
| 76회 | 8월 31일  | 진짜로 일어날지도 몰라, 기적 | 금요일 밤 12:00 ~ 2:10 (130분) |      |
| 77회 | 9월 7일   | 언더 더 쎄임 문              | 금요일 밤 12:00 ~ 1:45 (105분) |      |
| 78회 | 9월 14일  | 청원                         | 금요일 밤 12:00 ~ 2:10 (130분) |      |
| 79회 | 9월 21일  | 시티즌 독                    | 금요일 밤 12:00 ~ 1:40 (100분) |      |
| 80회 | 9월 28일  | 형제                         | 금요일 밤 12:00 ~ 1:40 (100분) |      |
| 81회 | 10월 5일  | 어바웃 엘리                  | 금요일 밤 12:00 ~ 2:00 (120분) |      |
| 82회 | 10월 12일 | 툴판                         | 금요일 밤 12:00 ~ 1:40 (100분) |      |
| 83회 | 10월 19일 | 치니 쿰                      | 금요일 밤 12:00 ~ 2:15 (135분) |      |
| 84회 | 10월 26일 | 디야르바키르의 아이들        | 금요일 밤 12:00 ~ 1:50 (110분) |      |
| 85회 | 11월 2일  | 집으로                       | 금요일 밤 12:00 ~ 1:40 (100분) |      |
| 86회 | 11월 9일  | 별이 빛나는 밤               | 금요일 밤 12:00 ~ 1:40 (100분) |      |
| 87회 | 11월 16일 | 데브다스                     | 금요일 밤 12:00 ~ 1:35 (95분)  |      |
| 88회 | 11월 23일 | 데브다스                     | 금요일 밤 12:00 ~ 1:35 (95분)  |      |
| 89회 | 11월 30일 | 노라 없는 5일                | 금요일 밤 12:00 ~ 1:30 (90분)  |      |
| 90회 | 12월 7일  | 카모메 식당                  | 금요일 밤 12:00 ~ 1:45 (105분) |      |
| 91회 | 12월 14일 | 스롤란 마이러브              | 금요일 밤 12:00 ~ 1:45 (105분) |      |
| 92회 | 12월 21일 | 바빌론의 아들                | 금요일 밤 12:00 ~ 1:30 (90분)  |      |
| 93회 | 12월 28일 | 넓은 세상 속으로             | 금요일 밤 12:00 ~ 1:45 (105분) |      |

### 2013년
| 회차  | 방송일   | 제목 (원제)                  | 제목 (원제)                     | 비고             |
| ----- | -------- | ---------------------------- | ------------------------------- | ---------------- |
| 94회  | 1월 4일  | 테헤란                       | 금요일 밤 12:00 ~ 1:45 (95분)   |                  |
| 95회  | 1월 11일 | 알미냐                       | 금요일 밤 12:00 ~ 1:40 (100분)  |                  |
| 96회  | 1월 18일 | 위스키 로미오 줄루           | 금요일 밤 12:00 ~ 1:45 (105분)  |                  |
| 97회  | 1월 25일 | 굿바이                       | 금요일 밤 12:00 ~ 2:10 (130분)  |                  |
| 98회  | 2월 1일  | 마마 고고                    | 금요일 밤 12:00 ~ 1:30 (90분)   |                  |
| 99회  | 2월 8일  | 후초                         | 금요일 밤 12:00 ~ 1:30 (90분)   |                  |
| 100회 | 2월 15일 | 길 건너편에서                | 금요일 밤 12:00 ~ 1:40 (100분)  |                  |
| 101회 | 2월 22일 | 몬락 트랜지스터              | 금요일 밤 12:00 ~ 1:55 (115분)  |                  |
| 102회 | 3월 1일  | 그녀가 떠날 때               | 금요일 밤 11:15 ~ 1:15 (120분)  |                  |
| 103회 | 3월 8일  | 천리주단기                   | 금요일 밤 11:15 ~ 1:05 (110분)  |                  |
| 104회 | 3월 15일 | 씨민과 나데르의 별거         | 금요일 밤 11:15 ~ 1:20 (125분)  |                  |
| 105회 | 3월 22일 | 레아와 다리아                | 금요일 밤 11:15 ~ 12:55 (100분) |                  |
| 106회 | 3월 29일 | 하녀                         | 금요일 밤 11:15 ~ 12:50 (95분)  |                  |
| 107회 | 4월 5일  | 헤어드레서                   | 금요일 밤 11:15 ~ 1:00 (105분)  |                  |
| 108회 | 4월 12일 | 가문의 법칙                  | 금요일 밤 11:15 ~ 1:20 (120분)  |                  |
| 109회 | 4월 19일 | 더블 아워                    | 금요일 밤 11:15 ~ 1:00 (105분)  |                  |
| 110회 | 4월 26일 | 소스                         | 금요일 밤 11:15 ~ 1:30 (135분)  |                  |
| 111회 | 5월 3일  | 리틀 디제이                  | 금요일 밤 11:15 ~ 1:25 (130분)  |                  |
| 112회 | 5월 10일 | 트릭스                       | 금요일 밤 11:15 ~ 12:45 (90분)  |                  |
| 113회 | 5월 24일 | 리브 앤 비컴                 | 금요일 밤 11:15 ~ 1:35 (140분)  |                  |
| 114회 | 5월 31일 | 도르                         | 금요일 밤 11:15 ~ 1:45 (150분)  |                  |
| 115회 | 6월 7일  | 그르바비차                   | 금요일 밤 11:15 ~ 12:50 (95분)  | 전쟁 그리고 여성 |
| 116회 | 6월 14일 | 슬리핑 보이스                | 금요일 밤 11:15 ~ 1:15 (120분)  | 전쟁 그리고 여성 |
| 117회 | 6월 21일 | 사일런트 웨딩                | 금요일 밤 11:15 ~ 12:45 (90분)  | 전쟁 그리고 여성 |
| 118회 | 6월 28일 | 폭격 속에서                  | 금요일 밤 11:15 ~ 12:55 (100분) | 전쟁 그리고 여성 |
| 119회 | 7월 5일  | 대지진                       | 금요일 밤 11:15 ~ 1:35 (100분)  |                  |
| 120회 | 7월 12일 | 시스터                       | 금요일 밤 11:15 ~ 12:55 (100분) |                  |
| 121회 | 7월 19일 | 진짜로 일어날지도 몰라, 기적 | 금요일 밤 11:15 ~ 1:25 (130분)  |                  |
| 122회 | 7월 26일 | 스튜던트                     | 금요일 밤 11:15 ~ 12:50 (95분)  |                  |
| 123회 | 8월 2일  | 청설                         | 금요일 밤 11:15 ~ 1:05 (110분)  |                  |
| 124회 | 8월 9일  | 골든 슬럼버                  | 금요일 밤 11:15 ~ 1:35 (140분)  |                  |
| 125회 | 8월 16일 | 전기도둑                     | 금요일 밤 11:15 ~ 12:35 (80분)  |                  |
| 126회 | 8월 23일 | 하늘이 보내준 딸             | 금요일 밤 11:15 ~ 2:00 (165분)  |                  |

### 2017년
| 회차 | 방송일    | 제목 (원제)                    | 제목 (원제)                    | 비고 |
| ---- | --------- | ------------------------------ | ------------------------------ | ---- |
| 1회  | 3월 3일   | 물랑루즈                       | 금요일 밤 12:25 ~ 2:30 (125분) |      |
| 2회  | 3월 10일  | 그리스                         | 금요일 밤 12:25 ~ 2:15 (110분) |      |
| 3회  | 3월 17일  | 왕과 나                        | 금요일 밤 12:25 ~ 2:40 (135분) |      |
| 4회  | 3월 24일  | 어크로스 더 유니버스           | 금요일 밤 12:25 ~ 2:40 (135분) |      |
| 5회  | 3월 31일  | 시카고                         | 금요일 밤 12:25 ~ 2:15 (115분) |      |
| 6회  | 4월 7일   | 에린 브로코비치                | 금요일 밤 12:25 ~ 2:35 (130분) |      |
| 7회  | 4월 14일  | 허리케인 카터                  | 금요일 밤 12:25 ~ 2:50 (145분) |      |
| 8회  | 4월 21일  | 와즈다                         | 금요일 밤 12:25 ~ 2:05 (100분) |      |
| 9회  | 4월 28일  | 아름다운 비행                  | 금요일 밤 12:25 ~ 2:15 (110분) |      |
| 10회 | 5월 5일   | 열두살 샘                      | 금요일 밤 12:25 ~ 1:55 (90분)  |      |
| 11회 | 5월 12일  | 책상 서랍 속의 동화            | 금요일 밤 12:25 ~ 2:15 (110분) |      |
| 12회 | 5월 19일  | 마이 걸                        | 금요일 밤 12:30 ~ 2:15 (105분) |      |
| 13회 | 5월 26일  | 마이티                         | 금요일 밤 12:30 ~ 2:10 (100분) |      |
| 14회 | 6월 2일   | 킬링필드                       | 금요일 밤 12:30 ~ 2:45 (135분) |      |
| 15회 | 6월 9일   | 두 여인                        | 금요일 밤 12:25 ~ 2:00 (95분)  |      |
| 16회 | 6월 16일  | 텐저린즈: 누구를 위한 전쟁인가 | 금요일 밤 12:25 ~ 1:55 (90분)  |      |
| 17회 | 6월 23일  | 머나먼 다리 1부                | 금요일 밤 12:25 ~ 1:55 (90분)  |      |
| 18회 | 6월 30일  | 머나먼 다리 2부                | 금요일 밤 12:25 ~ 1:55 (90분)  |      |
| 19회 | 7월 7일   | 먹고 기도하고 사랑하라         | 금요일 밤 12:25 ~ 2:45 (140분) |      |
| 20회 | 7월 14일  | 줄리 & 줄리아                  | 금요일 밤 12:25 ~ 2:30 (125분) |      |
| 21회 | 7월 21일  | 바그다드 카페                  | 금요일 밤 12:25 ~ 2:10 (115분) |      |
| 22회 | 7월 28일  | 행복을 찾아서                  | 금요일 밤 12:25 ~ 2:25 (120분) |      |
| 23회 | 8월 4일   | 파계                           | 금요일 밤 12:25 ~ 2:20 (115분) |      |
| 24회 | 8월 11일  | 어두워질 때까지                | 금요일 밤 12:25 ~ 2:05 (100분) |      |
| 25회 | 8월 18일  | 티파니에서 아침을              | 금요일 밤 12:25 ~ 2:25 (120분) |      |
| 26회 | 9월 1일   | 디파티드                       | 금요일 밤 12:25 ~ 2:10 (105분) |      |
| 27회 | 9월 8일   | 티파니에서 아침을              | 금요일 밤 12:25 ~ 2:30 (125분) |      |
| 28회 | 9월 15일  | 뜨거운 양철 지붕 위의 고양이   | 금요일 밤 12:25 ~ 2:50 (145분) |      |
| 29회 | 9월 22일  | 라붐                           | 금요일 밤 12:25 ~ 2:10 (110분) |      |
| 30회 | 9월 29일  | 라붐2                          | 금요일 밤 12:25 ~ 2:10 (110분) |      |
| 31회 | 10월 6일  | 바닷마을 다이어리              | 금요일 밤 12:25 ~ 2:35 (130분) |      |
| 32회 | 10월 13일 | 비틀쥬스                       | 금요일 밤 12:25 ~ 2:05 (95분)  |      |
| 33회 | 10월 20일 | 로렌조 오일                    | 금요일 밤 12:30 ~ 2:40 (130분) |      |
| 34회 | 10월 27일 | 다우트                         | 금요일 밤 12:30 ~ 2:20 (105분) |      |
| 35회 | 11월 3일  | 달콤한 인생                    | 금요일 밤 12:30 ~ 3:25 (175분) |      |
| 36회 | 11월 10일 | 우먼 인 골드                   | 금요일 밤 12:25 ~ 2:15 (110분) |      |
| 37회 | 11월 17일 | 위험한 아이들                  | 금요일 밤 12:25 ~ 2:05 (100분) |      |
| 38회 | 12월 1일  | 빅                             | 금요일 밤 12:25 ~ 2:10 (105분) |      |
| 39회 | 12월 8일  | 쉘 위 댄스                     | 금요일 밤 12:25 ~ 2:15 (110분) |      |
| 40회 | 12월 15일 | 에덴의 동쪽                    | 금요일 밤 12:25 ~ 2:15 (110분) |      |
| 41회 | 12월 22일 | 시애틀의 잠 못 이루는 밤       | 금요일 밤 12:25 ~ 2:10 (105분) |      |
| 42회 | 12월 29일 | 태양은 가득히                  | 금요일 밤 12:25 ~ 2:25 (120분) |      |

### 2018년
| 회차 | 방송일    | 제목 (원제)                    | 제목 (원제)                     | 비고 |
| ---- | --------- | ------------------------------ | ------------------------------- | ---- |
| 43회 | 1월 5일   | 나, 다니엘 블레이크            | 금요일 밤 12:25 ~ 2:05 (100분)  |      |
| 44회 | 1월 12일  | 앤젤스 셰어: 천사의 위스키     | 금요일 밤 12:25 ~ 2:10 (105분)  |      |
| 45회 | 1월 19일  | 케스                           | 금요일 밤 12:25 ~ 2:15 (110분)  |      |
| 46회 | 1월 26일  | 보리밭을 흔드는 바람           | 금요일 밤 12:25 ~ 2:35 (130분)  |      |
| 47회 | 2월 2일   | 애니홀                         | 금요일 새벽 1:15 ~ 2:50 (95분)  |      |
| 48회 | 2월 9일   | 언포기븐                       | 금요일 밤 12:25 ~ 2:30 (125분)  |      |
| 49회 | 2월 16일  | 빠삐용                         | 금요일 밤 12:25 ~ 2:55 (150분)  |      |
| 50회 | 2월 23일  | 남극의 쉐프                    | 금요일 밤 12:25 ~ 2:30 (125분)  |      |
| 51회 | 3월 2일   | 인도로 가는 길                 | 금요일 새벽 1:15 ~ 3:45 (150분) |      |
| 52회 | 3월 9일   | 기병대                         | 금요일 새벽 1:15 ~ 3:15 (120분) |      |
| 53회 | 3월 16일  | 특별한 날                      | 금요일 새벽 1:15 ~ 3:00 (105분) |      |
| 54회 | 3월 23일  | 그린 파파야 향기               | 금요일 새벽 1:15 ~ 3:00 (105분) |      |
| 55회 | 3월 30일  | 대탈주                         | 금요일 새벽 1:15 ~ 4:05 (170분) |      |
| 56회 | 4월 6일   | 델리카트슨 사람들              | 금요일 새벽 1:15 ~ 2:55 (100분) |      |
| 57회 | 4월 13일  | 내일을 향해 쏴라               | 금요일 새벽 1:15 ~ 3:05 (110분) |      |
| 58회 | 4월 20일  | 아파치                         | 금요일 새벽 1:15 ~ 2:50 (95분)  |      |
| 59회 | 4월 27일  | 러브 어페어                    | 금요일 새벽 1:15 ~ 3:15 (120분) |      |
| 60회 | 5월 4일   | 고                             | 금요일 새벽 1:15 ~ 3:20 (125분) |      |
| 61회 | 5월 11일  | 위대한 개츠비                  | 금요일 새벽 1:15 ~ 3:40 (145분) |      |
| 62회 | 5월 18일  | 밤의 열기 속으로               | 금요일 새벽 1:15 ~ 3:15 (110분) |      |
| 63회 | 5월 25일  | 델마와 루이스                  | 금요일 새벽 1:15 ~ 3:00 (105분) |      |
| 64회 | 6월 1일   | 그리스                         | 금요일 새벽 1:15 ~ 3:10 (110분) |      |
| 65회 | 6월 8일   | 오베라는 남자                  | 금요일 새벽 1:15 ~ 3:15 (120분) |      |
| 66회 | 6월 15일  | 천국의 아이들                  | 금요일 새벽 1:15 ~ 2:45 (90분)  |      |
| 67회 | 6월 22일  | 올 이즈 리스트                 | 금요일 새벽 1:15 ~ 3:10 (110분) |      |
| 68회 | 6월 29일  | 앵무새 죽이기                  | 금요일 새벽 1:15 ~ 3:25 (130분) |      |
| 69회 | 7월 6일   | 와즈다                         | 금요일 새벽 1:15 ~ 2:55 (100분) |      |
| 70회 | 7월 13일  | 자객 섭은낭                    | 금요일 새벽 1:15 ~ 3:15 (110분) |      |
| 71회 | 7월 20일  | 해바라기                       | 금요일 새벽 1:15 ~ 2:55 (100분) |      |
| 72회 | 7월 27일  | 이태리식 결혼                  | 금요일 새벽 1:15 ~ 2:55 (100분) |      |
| 73회 | 8월 3일   | 열두살 샘                      | 금요일 새벽 1:15 ~ 2:45 (90분)  |      |
| 74회 | 8월 10일  | 책상 서랍 속의 동화            | 금요일 새벽 1:15 ~ 3:00 (105분) |      |
| 75회 | 8월 17일  | 인 디 에어                     | 금요일 새벽 1:15 ~ 3:05 (110분) |      |
| 76회 | 8월 31일  | 러브 스토리                    | 금요일 밤 12:55 ~ 2:35 (100분)  |      |
| 77회 | 9월 7일   | 텐저린즈: 누구를 위한 전쟁인가 | 금요일 밤 12:35 ~ 2:05 (90분)   |      |
| 78회 | 9월 14일  | 조제, 호랑이 그리고 물고기들   | 금요일 밤 12:35 ~ 2:35 (120분)  |      |
| 79회 | 9월 21일  | 삼형제                         | 금요일 밤 12:35 ~ 2:30 (115분)  |      |
| 80회 | 9월 28일  | 휴고                           | 금요일 밤 12:55 ~ 3:05 (130분)  |      |
| 81회 | 10월 5일  | 전쟁과 평화                    | 금요일 밤 12:35 ~ 4:05 (210분)  |      |
| 82회 | 10월 12일 | 아무도 모른다                  | 금요일 밤 12:35 ~ 2:55 (140분)  |      |
| 83회 | 10월 19일 | 자전거 탄 소년                 | 금요일 밤 12:35 ~ 2:05 (90분)   |      |
| 84회 | 10월 26일 | 포세이돈 어드벤처              | 금요일 밤 12:55 ~ 2:55 (120분)  |      |
| 85회 | 11월 2일  | 천장지구                       | 금요일 밤 12:35 ~ 2:05 (90분)   |      |
| 86회 | 11월 9일  | 유레루                         | 금요일 밤 12:35 ~ 2:35 (120분)  |      |
| 87회 | 11월 16일 | 오 형제여, 어디에 있는가?      | 금요일 밤 12:35 ~ 2:25 (110분)  |      |
| 88회 | 11월 23일 | 천일의 앤                      | 금요일 밤 12:35 ~ 3:00 (145분)  |      |
| 89회 | 11월 30일 | 처음 만나는 자유               | 금요일 밤 12:55 ~ 2:05 (130분)  |      |
| 90회 | 12월 7일  | 마빈의 방                      | 금요일 밤 12:35 ~ 2:15 (100분)  |      |
| 91회 | 12월 14일 | 프랑스 증위의 여자             | 금요일 밤 12:35 ~ 2:45 (130분)  |      |
| 92회 | 12월 21일 | 쉘 위 댄스                     | 금요일 밤 12:35 ~ 2:55 (140분)  |      |
| 93회 | 12월 28일 | 말할 수 없는 비밀              | 금요일 밤 12:55 ~ 2:40 (105분)  |      |

### 2019년
| 회차  | 방송일   | 제목 (원제)                | 제목 (원제)                    | 비고 |
| ----- | -------- | -------------------------- | ------------------------------ | ---- |
| 94회  | 1월 4일  | 바닷마을 다이어리          | 금요일 밤 12:35 ~ 2:45 (130분) |      |
| 95회  | 1월 11일 | 클라우즈 오브 실스마리아   | 금요일 밤 12:35 ~ 2:40 (125분) |      |
| 96회  | 1월 18일 | 센스 앤 센서빌리티         | 금요일 밤 12:35 ~ 2:55 (140분) |      |
| 97회  | 1월 25일 | 그린 마일                  | 금요일 밤 12:55 ~ 4:05 (190분) |      |
| 98회  | 2월 1일  | 태양은 가득히              | 금요일 밤 12:55                |      |
| 99회  | 2월 8일  | 산이 울다                  | 금요일 밤 12:55                |      |
| 100회 | 2월 15일 | 달콤한 인생                | 금요일 밤 12:55                |      |
| 101회 | 2월 22일 | 엘 시크레토: 비밀의 눈동자 | 금요일 밤 12:55                |      |
| 102회 | 3월 8일  | 한나와 그 자매들           | 금요일 밤 12:55                |      |
| 103회 | 3월 15일 | 바그다드 카페              | 금요일 밤 12:55                |      |
| 104회 | 3월 22일 | 셰익스피어 인 러브         | 금요일 밤 12:55                |      |
| 105회 | 3월 29일 | 정글                       | 금요일 밤 12:55                |      |
| 106회 | 4월 5일  | 아비정전                   | 금요일 밤 12:55                |      |
| 107회 | 4월 12일 | 장미의 전쟁                | 금요일 밤 12:55                |      |
| 108회 | 4월 19일 | 청춘 스케치                | 금요일 밤 12:55                |      |
| 109회 | 4월 26일 | 싸이코                     | 금요일 밤 12:55                |      |
| 110회 | 5월 3일  | 스테이션 7                 | 금요일 밤 12:55                |      |
| 111회 | 5월 10일 | 데드 맨 워킹               | 금요일 밤 12:55                |      |
| 112회 | 5월 17일 | 카모메 식당                | 금요일 밤 12:55                |      |
| 113회 | 5월 24일 | 보통 사람들                | 금요일 밤 12:55                |      |
| 114회 | 5월 31일 | 택시 드라이버              | 금요일 밤 12:55                |      |
| 115회 | 6월 7일  | 아메리칸 퀼트              | 금요일 밤 12:55                |      |
| 116회 | 6월 14일 | 오다기리 죠의 도쿄타워     | 금요일 밤 12:55                |      |
| 117회 | 6월 21일 | 마농의 샘                  | 금요일 밤 12:55                |      |
| 118회 | 6월 28일 | 마농의 샘 2                | 금요일 밤 12:55                |      |
| 119회 | 7월 5일  | 노마 레이                  | 금요일 밤 12:55                |      |
| 120회 | 7월 12일 | 초콜릿                     | 금요일 밤 12:55                |      |
| 121회 | 7월 19일 | 집시의 시간                | 금요일 밤 12:55                |      |
| 122회 | 7월 26일 | 나의 어머니                | 금요일 밤 12:55                |      |
| 123회 | 8월 2일  | 졸업                       | 금요일 밤 12:55                |      |
| 124회 | 8월 9일  | 철목련                     | 금요일 밤 12:55                |      |
| 125회 | 8월 16일 | 아무르                     | 금요일 밤 12:55                |      |

### 2023년
| 회차 | 방송일                                | 제목 (원제)                                 | 제목 (원제)                        | 비고 |
| ---- | ------------------------------------- | ------------------------------------------- | ---------------------------------- | ---- |
|      | 1월 6일                               | 동사서독                                    | 금요일 밤 12:45 ~ 새벽 2:30 (94분) |      |
|      | 1월 13일                              | 셔터 아일랜드                               | 금요일 밤 12:45                    |      |
|      | 1월 20일                              | 티파니에서 아침을                           | 금요일 밤 12:45                    |      |
|      | 2월 4일                               | 맨 인 블랙 3 \|금요일 밤 12:50              |                                    |      |
|      | 2월 11일                              | 뷰티풀 마인드 (2001년 영화)                 | 금요일 밤 12:45                    |      |
|      | 3월 18일                              | 바베트의 만찬                               | 금요일 밤 12:50                    |      |
|      | 3월 4일                               | 인생은 아름다워 (1997년 영화)               | 금요일 밤 12:50                    |      |
|      | 3월 11일                              | 저스트 프렌드\| \|금요일 밤 12:50           |                                    |      |
|      | 3월 18일(월광보합) 3월 25일(선리기연) | 서유기                                      | 금요일 밤 12:45                    |      |
|      | 4월 7일                               | 인사이드 맨\| \|금요일 밤 12:55             |                                    |      |
|      | 4월 14일                              | 타인의 취향\| \|금요일 밤 12:55             |                                    |      |
|      | 4월 21일                              | 소스코드\| \|금요일 밤 12:55                |                                    |      |
|      | 5월 5일                               | 삼국지: 명장 관우\| \|금요일 밤 12:55       |                                    |      |
|      | 5월 12일                              | 옥토버 스카이\| \|금요일 밤 12:55           |                                    |      |
|      | 5월 19일                              | 카모메 식당\| \|금요일 밤 12:55             |                                    |      |
|      | 6월 2일                               | 뮤직오브하트\| \|금요일 밤 12:55            |                                    |      |
|      | 6월 9일                               | 아웃오브아프리카\| \|금요일 밤 12:55        |                                    |      |
|      | 6월 16일                              | 디 아워스\| \|금요일 밤 12:55               |                                    |      |
|      | 6월 24일                              | 중경삼림\| \|금요일 밤 12:55                |                                    |      |
|      | 7월 7일                               | 장강7호 \| \|금요일 밤 12:55                |                                    |      |
|      | 7월 14일                              | 멤피스벨 \| \|금요일 밤 12:55               |                                    |      |
|      | 7월 21일                              | 집시의 시간 \| \|금요일 밤 12:55            |                                    |      |
|      | 8월 4일                               | 용쟁호투\| \|금요일 밤 12:55                |                                    |      |
|      | 8월 11일                              | 사브리나 \| \|금요일 밤 12:55               |                                    |      |
|      | 8월 18일                              | 더퀸 \| \|금요일 밤 12:55                   |                                    |      |
|      | 9월 1일                               | 에너미 앳 더 게이트\| \|금요일 밤 12:55     |                                    |      |
|      | 9월 8일                               | 마이 페어 레이디 (영화)\| \|금요일 밤 12:55 |                                    |      |
|      | 9월 22일                              | 두 여인\| \|금요일 밤 12:55                 |                                    |      |
|      | 10월 6일                              | 에브리바디스 파인\| \|금요일 밤 12:55       |                                    |      |
|      | 10월 13일                             | 뮤직 오브 하트\| \|금요일 밤 12:55          |                                    |      |
|      | 10월 20일                             | 자전거도둑\| \|금요일 밤 12:55              |                                    |      |
|      | 11월 3일                              | 터미널\| \|금요일 밤 12:55                  |                                    |      |
|      | 11월 10일                             | 폭풍의 질주\| \|금요일 밤 12:55             |                                    |      |
|      | 11월 17일                             | 조강지처클럽 \| \|금요일 밤 12:55           |                                    |      |
|      | 12월 1일                              | 7월4일생\| \|금요일 밤 12:55                |                                    |      |
|      | 12월 8일                              | 콜래트럴 ]\| \|금요일 밤 12:55              |                                    |      |
|      | 12월 15일                             | 스텝포드 와이프 \| \|금요일 밤 12:55        |                                    |      |
|      | 12월 22일                             | 스쿨오브락 ]\| \|금요일 밤 12:55            |                                    |      |

|-
|}

### 2024년
| 회차 | 방송일   | 제목 (원제)          | 제목 (원제)     | 비고 |
| ---- | -------- | -------------------- | --------------- | ---- |
|      | 1월 5일  | 빅 피쉬              | 금요일 밤 12:55 |      |
|      | 1월 12일 | 두여인               | 금요일 밤 12:55 |      |
|      | 1월 19일 | 스테이션7            | 금요일 밤 12:55 |      |
|      | 2월 2일  | 티벳에서의 7년       | 금요일 밤 12:55 |      |
|      | 2월 9일  | 어메이징 스파이더맨2 | 금요일 밤 12:55 |      |
|      | 2월 16일 | 스타트렉 비욘드      | 금요일 밤 12:55 |      |

## 비고
인터넷 온에어 서비스는 저작권이 없는 프로그램인 이유가 있어 해당 프로그램은 제공이 불가능했던 프로그램이다. 이유는 해당 방송사 측이 판권을 가지고 있지 않는 상태이기 때문이다.

## 같이 보기
- 명화극장
- 독립영화관
- 세계의 명화
- 한국영화특선